# باول جيفرسون
باول جيفرسون (بالإنجليزية: Paul Jefferson)‏ هو مغن مؤلف ومغني أمريكي، ولد في 15 أغسطس 1961.